# Neoterebra nassula
Neoterebra nassula é uma espécie de gastrópode do gênero Neoterebra, pertencente a família Terebridae.